# Vogar
Vogar je malé město na jihozápadě Islandu. Leží ve stejnojmenné obci v zátoce Vogavík na poloostrově Reykjanes, mezi městy Keflavík a Hafnarfjörður. Žije zde přibližně 1 400 obyvatel.
Obec zaznamenala největší rozmach na konci 19. století, kdy byla největší vesnicí na poloostrově Reykjanes. S příchodem velkých motorových člunů během 20. století však význam rybářství ve Vogaru upadl, neboť na tyto lodě nebylo v místním přístavu již dost místa. Na břehu rybníka Vogatjörn ve Vogaru stojí na památku všem místním rybářům pomník Íslands Hrafnistumen od Erlingura Jónssona.
Ve Vogaru se nachází mateřská školka, základní škola s veřejnou knihovnou a střední škola, přičemž tato základní škola byla založena Stefánem Thorarensenem v roce 1860 jako jedna z prvních na Islandu. Většina obyvatel dnes pracuje v Reykjavíku nebo Reykjanesbæru.